# Ядрёна вошь
Ядрёна Вошь — второй официальный (четвёртый оригинальный) альбом советской и российской рок-группы «Сектор Газа», выпущенный 27 мая 1990 года на лейбле «Black Box».
Один из самых известных альбомов коллектива, с которым, как принято считать, группа стала популярной. Песни из альбома, включая заглавную, исполнялись группой на всех концертах. Также с песнями из альбома «Ядрёна Вошь» группа выступала в «Программе «А».

## Об альбоме
Второй номерной альбом группы, записанный в мае 1990 года в воронежской студии «Black Box». В этом же месяце был выпущен путём самиздата, официально — в 1994 году. В 1997 году альбом переиздавался в рамках серии «Коллекция». Во всех официальных изданиях этого альбома использовалась фонограмма 1990 года (за исключением бонус-трека в издании 1997 года).
…в мае 1990 года, всего за 4 дня мы «забахали» ещё два альбома: «Зловещие Мертвецы» и «Ядрёна Вошь» на двух магнитофонах «Тембр». То есть на первый «мафон» мы записали «минус», а на второй — записали «плюс» (то есть с вокалом). Записывались так, что если ты раз ошибся во время записи, изволь петь или играть всю песню заново…Юрий «Хой» Клинских, из вступления к альбому «Восставший из Ада».
Из этого альбома, впрочем как и со «Зловещими Мертвецами» начинает формироваться уникальный стиль рок-музыки «Сектора Газа», впоследствии охарактеризованный критикой как «колхозный». Несмотря на то, что на «колхозный» жанр оказал влияние панк-рок, причислять его к панк-направлению представляется весьма проблематичным, и вероятно, «колхозный рок» или «колхозный стиль» является более компромиссным и удачным вариантом.
Музыка раннего «Сектора» формируется из смешения панк-рока, хард-рока (судя по риффингу и витиеватым солирующим партиям гитары), фолка и советской эстрады.
Альбом является самым «пошлым» по содержанию во всей дискографии «Сектора», о чём прямолинейно говорят его название и изображение лобковой воши на обложке. Тематика альбома, в отличие от полумистических «Зловещих Мертвецов», выдержана в духе пошлости и чернухи и посвящена зоофилии («Скотник»), половому бессилию («Импотент»), нечистоплотности («Ядрёна Вошь», «Носки»), метеоризму («Пердун»), оральному сексу («Минет»), непристойным поступкам («Возле Дома Твоего») и сексуальной озабоченности («Вечером на Лавочке»), а также остросоциальным проблемам («Мент» — о вытрезвителе, «Колыбельная» — о домашнем насилии и «План» — о токсикомании, суррогатах и наркотиках). Мистической теме отведена всего одна песня — «Спор», но и это скорее сатирическая песня о любителе фильмов ужасов; который готов на спор доказывать, что он ничего не боится, а потом выходит наоборот. Песня «Караван» является переделанной дворовой песней о караване, перевозящем анашу в пустыне.
Песня «Спор» была включена в магнитоальбоме «Зловещие мертвецы», а песни «Мы Совковские ребята», «Колыбельная» и «Караван» отсутствовали в некоторых первых советских изданиях альбома чтобы уместить альбом на сторону часовой аудиокассеты. Позже они были включены в издание 1994 года, когда компания «S.B.A./GALA Records» официально выпустила альбомы группы на аудиокассетах и CD.

## Список композиций
Релиз альбома на кассете.
Слова и музыка всех песен — Юрий (Хой) Клинских.
| №                   | Название               | Длительность |
| ------------------- | ---------------------- | ------------ |
| 1.                  | «Мы — совковые ребята» | 0:24         |
| 2.                  | «Скотник»              | 2:58         |
| 3.                  | «Носки»                | 2:47         |
| 4.                  | «Импотент»             | 3:35         |
| 5.                  | «Ядрёна вошь»          | 3:48         |
| 6.                  | «Мент»                 | 2:25         |
| 7.                  | «Колыбельная»          | 2:30         |
| Общая длительность: | Общая длительность:    | 18:27        |

| №                   | Название             | Длительность |
| ------------------- | -------------------- | ------------ |
| 8.                  | «План»               | 3:22         |
| 9.                  | «Спор»               | 4:26         |
| 10.                 | «Караван»            | 4:36         |
| 11.                 | «Пердун»             | 2:41         |
| 12.                 | «Вечером на лавочке» | 4:07         |
| 13.                 | «Возле дома твоего»  | 3:05         |
| 14.                 | «Минет»              | 3:32         |
| Общая длительность: | Общая длительность:  | 25:49        |

| №                   | Название              | Длительность |
| ------------------- | --------------------- | ------------ |
| 15.                 | «Ядрёна вошь» (remix) | 8:15         |
| Общая длительность: | Общая длительность:   | 52:34        |

## Интересные заметки и факты
- Открывает альбом частушка под аккомпанемент балалайки. Текст интродукции «Мы — Совковые Ребята» — версия частушечного клише фольклорного коллектива «Ярославские ребята».
- В песне «Скотник» слышен советский эстрадный мерсибит (использован видоизменённый проигрыш песни Т. Ефимова на стихи Д. Усманова «На Канарских Островах» из репертуара советского ВИА «Весёлые Ребята»).
- Песня «Носки» посвящена бас-гитаристу группы Семёну Титиевскому.
- В песне «Мент» использован гитарный рифф из песни «Hit And Run» певицы Loleatta Holloway.
- Инструментальный проигрыш на клавишах в песне «Колыбельная» Алексей Ушаков играл на мотив русской народной колыбельной «Серенький Волчок» («Баю-баюшки, баю»), впоследствии аранжированной оркестром В. Людвиковского для фильма «Операция «Ы» и другие приключения Шурика» — именно эта рок-н-рольная обработка послужила основой для данной песни группы «Сектор Газа».
- В песне «Спор» используется немного изменённая строчка из сказки Леонида Филатова «Про Федота Стрельца удалого молодца»

И хамса не лезет в глотку, и вино не льется в рот
И икра не лезет в горло, и компот не льется в рот
- Также заимствование из той же сказки было обнаружено в песне «Колыбельная»

Ты вчерась просил ковёр, ну так я его припер
А вчера схватил ковёр, на толпу его отпер
- В песне «План» используется немного изменённое четверостишие из песенки Винни-Пуха про лучший подарок (мёд), из советского мультфильма 1972 года «Винни-Пух и день забот»:

| Но мёд — это очень уж хитрый предмет, Всякая вещь — или есть, или нет, А мёд, я никак не пойму в чём секрет? Мёд если есть, то его сразу нет! | Ведь план — это очень уж хитрый предмет, Всякая вещь — или есть, или нет, А план, я никак не пойму в чём секрет? Он если есть, то его сразу нет! |

- Песня «Караван» — видоизменённая версия песни из городского фольклора. В данной песне присутствуют фразы, составленные из слов взятых из разных тюркских языков (смеси татарского и казахского, азербайджанского и туркменского). Одна из них означает: «Иди сюда, у меня эрекция, я буду совокупляться с тобой», другая — «Десятый день без воды все бредут верблюды…».
- Для песни «Минет» клавишником были использованы ритмы и мелодия из латиноамериканского народного танца ламбада. Долгое время считалось, что «Сектор Газа» заимствовал эту мелодию у французской поп-группы «Kaoma». Но песня «Llorando se fue», основанная на народной музыке Латинской Америки, впервые стала официально известна в исполнении боливийской фолк-группы «Los Kjarkas[англ.]».
- Во время записи альбома гитарист Игорь Кущев играл соло импровизируя.
- Вместо «живых» ударных в записи использовался синтезатор Roland D-20. В некоторых песнях альбома имеется секвенсорный бас.
- Из-за того, что Юрий (Хой) Клинских не контролировал типографский процесс, на буклетах кассет, пластинок и дисков, изданных «Gala Records», из года в год печаталась недостоверная информация: неверный состав группы, публиковались фотографии не соответствующие хронологии, кое-где перепутаны даты и имена. Так что данный альбом не обошёлся без подобных ляпов.

## Участники записи
- Юрий Клинских — вокал, гитара, клавишные
- Алексей Ушаков — клавишные
- Сергей Тупикин — бас-гитара
- Игорь Кущев — лидер-гитара

## Художники и дизайнеры
- Дмитрий Самборский — художник, дизайнер обложки альбома
- Дмитрий Покровский — дизайнер издания 1994 года
- Александр Липатов — дизайнер издания 1997 года

## Кавер-версии песен
- Песня «Спор» была перезаписана Игорем Кущевым для проекта «Ex-Сектор Газа», которая вошла в его номерной альбом «Огненный рай» (2004), а песня «Вечером на лавочке» была перепета им для трибьюта группе «Сектор Газа» в 2005 году.
- Песня «Возле дома твоего» была перезаписана группой «НАИВ» для трибьюта 2005 года группе «Сектор Газа».[7] Данная песня неоднократно исполнялась группой на её концертах. Вступление композиции было заимствовано у песни группы Nirvana - Smells Like Teen Spirit.
- Песня «Мент» была перезаписана группой «НОМ» для трибьюта 2005 года группе «Сектор Газа».
- Песня «Пердун» была перепета ска-панк-группой «Насморк», которая вошла в их номерной альбом «Соски» (2014).
- Песня «Вечером на лавочке» была перезаписана группой «Xe-NONE» для одноимённого сингла 2014 года. Данная песня часто исполняется группой на её концертах.